# Marjan Olyslager
Marjan Olyslager (Países Bajos, 6 de marzo de 1962) es una atleta neerlandesa retirada especializada en la prueba de 60 m vallas, en la que consiguió ser subcampeona europea en pista cubierta en 1988.

## Carrera deportiva
En el Campeonato Europeo de Atletismo en Pista Cubierta de 1988 ganó la medalla de plata en los 60 m vallas, con un tiempo de 7.92 segundos, tras la alemana Cornelia Oschkenat  (oro con 7.77 segundos) y por delante de la rumana Mihaela Pogacian.